# 三方郡
三方郡（日语：／ Mikata gun */?）為位於日本福井縣西南部的郡。
現在僅轄有以下1町：
- 美濱町

在1879年實施郡區町村編制法時的轄區包括現在的三方上中郡若狹町北半部。

## 歷史
過去在令制國時代屬於若狹國，江戶時代後全郡都成為小濱藩的領地，1871年實施廢藩置縣後改隸屬小濱縣，不過在隔年的第一次府縣整併中小濱縣整併至敦賀縣，但敦賀縣在1876年遭到廢除，位於木芽峠以南的三方郡被併入滋賀縣，直到1881年才將原本敦賀縣的轄區重新恢復設縣，不過重新設立的縣因為縣廳設在福井，因而命名為福井縣。
1879年滋賀縣實施郡區町村編製法時，正式設置近代的行政區劃「三方郡」，並在佐柿村（位於現在的美濱町）設置郡役所。

### 沿革

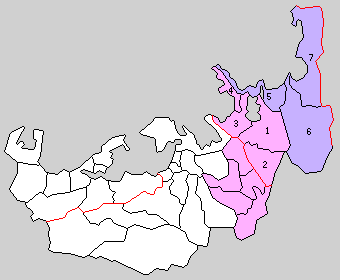
1889年三方郡轄下的行政區劃：
1.八村、2.十村、3.田井村、4.西浦村、5.西鄉村、6.耳村、7.山東村
（紫色：現屬美濱町、桃色：現屬三方上中郡若狹町）

- 1889年4月1日：實施町村制，三方郡下設：八村（日语：八村）、十村（日语：十村）、田井村（日语：田井村 (福井県)）、西浦村（日语：西浦村 (福井県)）、西鄉村（日语：南西郷村）、耳村（日语：耳村）、山東村（日语：山東村 (福井県)）。（7村）
- 1891年4月1日：實施郡制（日语：郡制），郡役所設於耳村 。
- 1898年4月1日：西鄉村的早瀨、笹田、日向地區分出設立為北西鄉村（日语：北西郷村），同時西鄉村更名為南西鄉村（日语：南西郷村）。（8村）
- 1907年8月1日：田井村和西浦村合併為西田村（日语：西田村 (福井県)）。[2]（7村）
- 1923年4月1日：廢除郡會和郡參事會。
- 1926年7月1日：廢除郡役所，此後郡不再作為行政區劃，只作為地名的表示。
- 1953年4月1日：八村和西田村合併為三方町（日语：三方町）。[2]（1町5村）
- 1954年2月11日：南西鄉村、北西鄉村、耳村、山東村合併為美濱町。[3]（2町1村）
- 1954年3月1日：十村被併入三方町。[2]（2町）
- 2005年3月31日：三方町和遠敷郡上中町（日语：上中町）合併為若狹町，並脫離三方郡，改隸屬新設立的三方上中郡。[4]（1町）

### 變遷表
| 1889年4月1日 | 1889年 - 1912年             | 1912年 - 1944年             | 1945年 - 1954年                 | 1955年 - 1989年                 | 1989年 - 現在                        | 現在                                 |
| ------------ | --------------------------- | --------------------------- | ------------------------------- | ------------------------------- | ------------------------------------ | ------------------------------------ |
| 山東村       | 山東村                      | 山東村                      | 1954年2月11日 合併為美濱町      | 1954年2月11日 合併為美濱町      | 1954年2月11日 合併為美濱町           | 1954年2月11日 合併為美濱町           |
| 耳村         |                             |                             | 1954年2月11日 合併為美濱町      | 1954年2月11日 合併為美濱町      | 1954年2月11日 合併為美濱町           | 1954年2月11日 合併為美濱町           |
| 西鄉村       | 1898年4月1日 分設為北西鄉村 | 1898年4月1日 分設為北西鄉村 | 1954年2月11日 合併為美濱町      | 1954年2月11日 合併為美濱町      | 1954年2月11日 合併為美濱町           | 1954年2月11日 合併為美濱町           |
| 西鄉村       | 1898年4月1日 更名為南西鄉村 |                             | 1954年2月11日 合併為美濱町      | 1954年2月11日 合併為美濱町      | 1954年2月11日 合併為美濱町           | 1954年2月11日 合併為美濱町           |
| 西浦村       | 1907年8月1日 合併為西田村   | 1907年8月1日 合併為西田村   | 1953年4月1日 合併為三方町       | 三方町                          | 2005年3月31日 合併為三方上中郡若狹町 | 2005年3月31日 合併為三方上中郡若狹町 |
| 田井村       | 1907年8月1日 合併為西田村   | 1907年8月1日 合併為西田村   | 1953年4月1日 合併為三方町       | 三方町                          | 2005年3月31日 合併為三方上中郡若狹町 | 2005年3月31日 合併為三方上中郡若狹町 |
| 八村         |                             |                             | 1953年4月1日 合併為三方町       | 三方町                          | 2005年3月31日 合併為三方上中郡若狹町 | 2005年3月31日 合併為三方上中郡若狹町 |
| 十村         | 十村                        | 十村                        | 1954年3月1日 併入三方町         | 三方町                          | 2005年3月31日 合併為三方上中郡若狹町 | 2005年3月31日 合併為三方上中郡若狹町 |
| 遠敷郡鳥羽村 | 遠敷郡鳥羽村                | 遠敷郡鳥羽村                | 1954年1月1日 合併為遠敷郡上中町 | 1954年1月1日 合併為遠敷郡上中町 | 2005年3月31日 合併為三方上中郡若狹町 | 2005年3月31日 合併為三方上中郡若狹町 |
| 遠敷郡瓜生村 |                             |                             | 1954年1月1日 合併為遠敷郡上中町 | 1954年1月1日 合併為遠敷郡上中町 | 2005年3月31日 合併為三方上中郡若狹町 | 2005年3月31日 合併為三方上中郡若狹町 |
| 遠敷郡熊川村 |                             |                             | 1954年1月1日 合併為遠敷郡上中町 | 1954年1月1日 合併為遠敷郡上中町 | 2005年3月31日 合併為三方上中郡若狹町 | 2005年3月31日 合併為三方上中郡若狹町 |
| 遠敷郡三宅村 |                             |                             | 1954年1月1日 合併為遠敷郡上中町 | 1954年1月1日 合併為遠敷郡上中町 | 2005年3月31日 合併為三方上中郡若狹町 | 2005年3月31日 合併為三方上中郡若狹町 |
| 遠敷郡野木村 |                             |                             | 1954年1月1日 合併為遠敷郡上中町 | 1954年1月1日 合併為遠敷郡上中町 | 2005年3月31日 合併為三方上中郡若狹町 | 2005年3月31日 合併為三方上中郡若狹町 |